# Furtuna solară din martie 1989

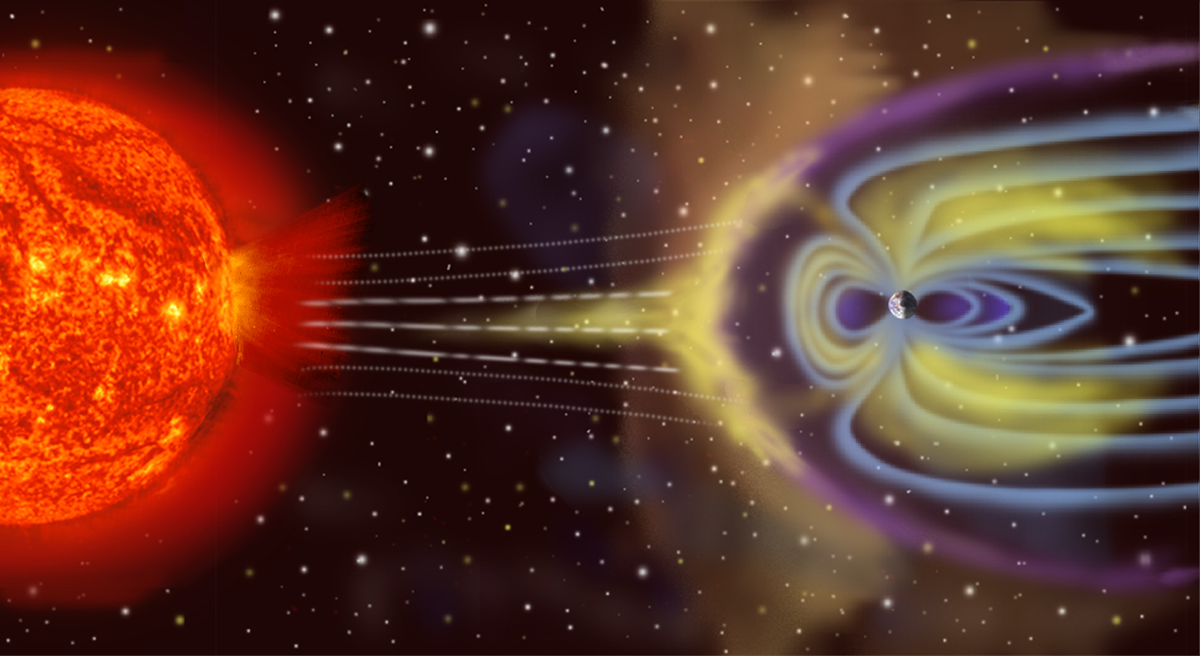
Reprezentare artistică a vântului solar care lovește magnetosfera Pământului (dimensiunea și distanța nu sunt la scară)

Furtuna solară din martie 1989 a avut loc ca parte a furtunilor solare severe până la extreme de la începutul până la mijlocul lunii martie 1989, cea mai notabilă fiind furtuna geomagnetică din 13 martie. Această furtună geomagnetică a provocat o întrerupere de nouă ore a sistemului de transport al energiei electrice al Hydro-Québec. Timpul de apariție a fost extrem de rapid. Alte furtuni solare semnificative din punct de vedere istoric au avut loc mai târziu în 1989, în timpul unei perioade foarte active a ciclului solar 22.

## Furtună geomagnetică și aurore
Se crede că furtuna geomagnetică a fost rezultatul a două evenimente separate cunoscute sub numele de ejecții de masă coronală (EMC) din 10 și 12 martie 1989. Cu câteva zile înainte, pe 6 martie, a avut loc și o erupție solară foarte mare, de clasă X15. Câteva zile mai târziu, la ora 01:27 UTC, pe 13 martie, o furtună geomagnetică severă a lovit Pământul. Furtuna a început pe Pământ cu aurore extrem de intense la poli. Aurorele au putut fi văzute până în sudul Texasului și al Floridei. Deoarece acest lucru s-a întâmplat în timpul Războiului Rece, unii oameni s-au temut că ar fi putut avea loc o primă lovitură nucleară. Alții au considerat în mod eronat că aurorele intense erau asociate cu misiunea STS-29 a navetei spațiale, care fusese lansată pe 13 martie la ora 9:57:00 a.m.
Furtuna a provocat interferențe semnificative în rețeaua electrică a Statelor Unite.
S-au produs întreruperi substanțiale ale comunicațiilor. Explozia a provocat interferențe radio pe unde scurte, inclusiv întreruperea semnalelor radio de la Radio Libertatea în Uniunea Sovietică. Inițial s-a crezut că semnalele au fost bruiate de guvernul sovietic. La miezul nopții, o masă de particule încărcate și electroni din ionosferă a circulat de la vest la est, inducând curenți electrici puternici în sol.
Unii sateliți de pe orbitele polare au pierdut controlul timp de mai multe ore. Comunicațiile satelitului meteorologic GOES au fost întrerupte, ceea ce a dus la pierderea imaginilor meteorologice. Satelitul de comunicații TDRS-1 al NASA a înregistrat peste 250 de anomalii cauzate de creșterea numărului de particule care au intrat în componentele sale electronice sensibile. Naveta spațială Discovery era deja lansată la momentul respectiv și a suferit o defecțiune a unui senzor: la 13 martie, un senzor de pe unul dintre rezervoarele care alimentau cu hidrogen o celulă de combustibil a indicat valori neobișnuit de ridicate ale presiunii. Problema a dispărut după diminuarea furtunii solare.

## Pană de curent în Québec

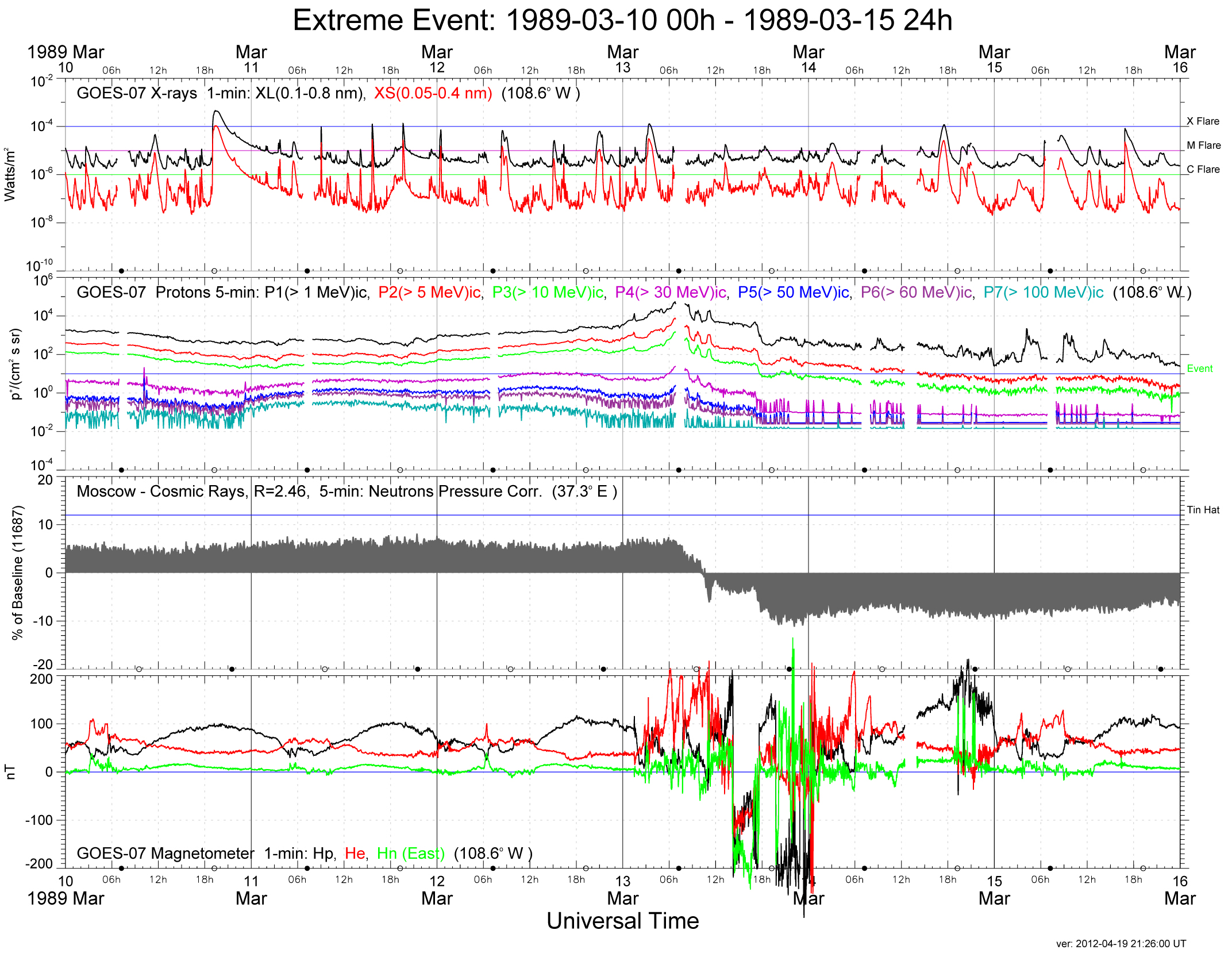
GOES-7 monitorizează condițiile meteorologice spațiale în timpul marii furtuni geomagnetice din martie 1989, monitorul de neutroni de la Moscova a înregistrat trecerea unei ejecții de masă coronală (EMC) ca o scădere a nivelurilor cunoscută sub numele de descreștere Forbush.

Variațiile câmpului magnetic al Pământului au declanșat întreruperile de pe rețeaua electrică a Hydro-Québec. Liniile de transmisie foarte lungi ale companiei și faptul că cea mai mare parte a Québecului se află pe un mare scut de roci au împiedicat curentul să circule prin pământ, găsind o cale mai puțin rezistentă de-a lungul liniilor electrice de 735 kV.
Rețeaua James Bay a fost deconectată în mai puțin de 90 de secunde, Québecul suferind a doua pană masivă de curent în 11 luni. Pana de curent a durat nouă ore și a forțat compania să pună în aplicare diverse strategii de atenuare, inclusiv creșterea nivelului de declanșare, instalarea compensării în serie pe liniile de tensiune foarte înaltă și modernizarea diverselor proceduri de monitorizare și operaționale. Alte utilități din America de Nord și Europa de Nord și din alte părți au implementat programe de reducere a riscurilor asociate cu curenții induși geomagnetic (GIC).

## Militare
Una dintre puținele operațiuni militare afectate, raportate public, a fost componenta armatei australiene a forțelor de menținere a păcii ale Organizației Națiunilor Unite (ONU), care a fost desfășurată în Namibia în acel moment. Furtuna a avut loc chiar în momentul în care elementele avansate ale contingentului au ajuns în Namibia, dar se crede că efectele au durat câteva săptămâni. Contribuția australiană la UNTAG depindea foarte mult de comunicațiile radio de înaltă frecvență (HF), care au fost grav afectate.

## Urmări
La 16 august 1989, o altă furtună a provocat oprirea tuturor tranzacțiilor la Bursa din Toronto (Canada), când trei unități de disc redundante au cedat.
Începând din 1996, furtunile geomagnetice și erupțiile solare au fost monitorizate de satelitul Observatorului Solar și Heliosferic (SOHO), un proiect comun al NASA și al Agenției Spațiale Europene (ESA). Furtuni geomagnetice extreme au fost înregistrate în 2003 și 2024, ambele declanșând aurore boreale până în sudul Floridei.
Din cauza îngrijorărilor serioase cu privire la faptul că utilitățile nu au reușit să stabilească standarde de protecție și nu sunt pregătite pentru o furtună solară severă precum evenimentul Carrington, în 2013, Comisia Federală de Reglementare în domeniul Energiei (FERC) a ordonat North American Electric Reliability Corporation (NERC) să creeze standarde care să impună ca rețelele electrice să fie protejate într-o oarecare măsură împotriva furtunilor solare și ca echipamentele să fie testate în permanență pentru posibilele efecte ale furtunilor solare. În urma unei conferințe tehnice și a comentariilor publice, norma finală pe care utilitățile trebuie să o utilizeze pentru testarea echipamentelor și orientarea cercetărilor viitoare a fost publicată în septembrie 2016.
Accidentul nuclear de la Fukushima din 2011 a determinat Comisia de reglementare nucleară să examineze suficiența sistemelor de răcire a barelor de combustibil uzat depozitate în centralele nucleare considerate acum vulnerabile la întreruperi de energie pe termen lung, care ar putea fi cauzate și de vremea spațială, de impulsurile electromagnetice (EMP) ale exploziilor nucleare la mare altitudine sau de atacurile cibernetice.